# ميكا كاليو
ميكا كاليو (بالفنلندية: Mika Kallio)‏ مواليد 8 نوفمبر 1982 في فالكياكوسكي، هو متسابق دراجات نارية فنلندي. نافس في سباقات بطولة العالم لفئة 250 سي سي ولفئة 125 سي سي ولفئة 50 سي سي. كما شارك في بطولة العالم للموتو جي بي.

## وصلات خارجية
- ميكا كاليو على موقع MotoGP.com (الإنجليزية)
- ميكا كاليو على موقع AS.com (الإسبانية)

- الموقع الرسمي